# Houlin Zhao
Houlin Zhao, né le 19 juin 1950 à Jiangsu, est un ingénieur et haut fonctionnaire chinois. De 2015 à 2022, il est secrétaire général de l'Union internationale des télécommunications.

## Biographie
Il est diplômé de l'Institut des postes et télécommunications de Nanjing et a obtenu une Maîtrise de sciences en télématique de l'Université d'Essex. De 1986 à 1992, il est haut fonctionnaire au sein du Comité consultatif international télégraphique et téléphonique (CCITT), puis au Bureau de la normalisation des télécommunications (TSB), de 1993 à 1998. Il est élu à la tête de ce bureau dont il sera directeur jusqu'en 2006. De 2007 à 2014, il est vice-secrétaire général de l'Union internationale des télécommunications. En octobre 2014, il est élu secrétaire général lors de la 19ème conférence de plénipotentiaires à Busan.
Zhao est marié, a un fils et deux petits-enfants. Il parle couramment l'anglais, le français et le mandarin.

## Secrétaire général de l'UIT
M. Zhao a été élu Secrétaire général de l'UIT le 23 octobre 2014.
S'exprimant devant la conférence après le vote, M. Zhao a déclaré qu'il ferait de son mieux pour que l'UIT fournisse des services à la société mondiale des télécommunications et de l'information au plus haut niveau d'excellence. Selon un entretien préélectoral avec ITU News, ses principales priorités sont : adhésion à l'UIT, efficacité de l'UIT et promotion des TIC.